# Backspin
Il backspin (oppure slice o underspin) è un colpo (opposto al topspin) tipico degli sport di racchetta come il tennis od il tennis tavolo, effettuato in modo da imprimere una rotazione della palla dal basso verso l'alto nel senso della traiettoria. Tale colpo genera una traiettoria parabolica ascendente (a causa dell'effetto Magnus), ed un rimbalzo corto, frenato dalla rotazione stessa della palla   .
Il backspin è spesso usato nel golf in quanto al colpo viene impressa una maggiore rotazione verticale dal basso verso l'alto  (colpo rotondo a cucchiaio nel gergo golfistico detto "colpo scucchiaiato"), aumentando e arcuando molto la parte finale del movimento all'atto di colpire la palla. L'effetto (spin) impresso alla palla si scarica sul terreno facendola tornare indietro (back), impedendole di andare in avanti (topspin). I colpi col backspin sono usati soprattutto per arrivare molto vicino alla bandiera sul green sia da lontano che dai vicini ostacoli di sabbia.